# Споднє Данє
Споднє Данє (словен. Spodnje Danje) — поселення в общині Железнікі, Горенський регіон, Словенія. Висота над рівнем моря: 895,6 м.